# Megiddo (stad)

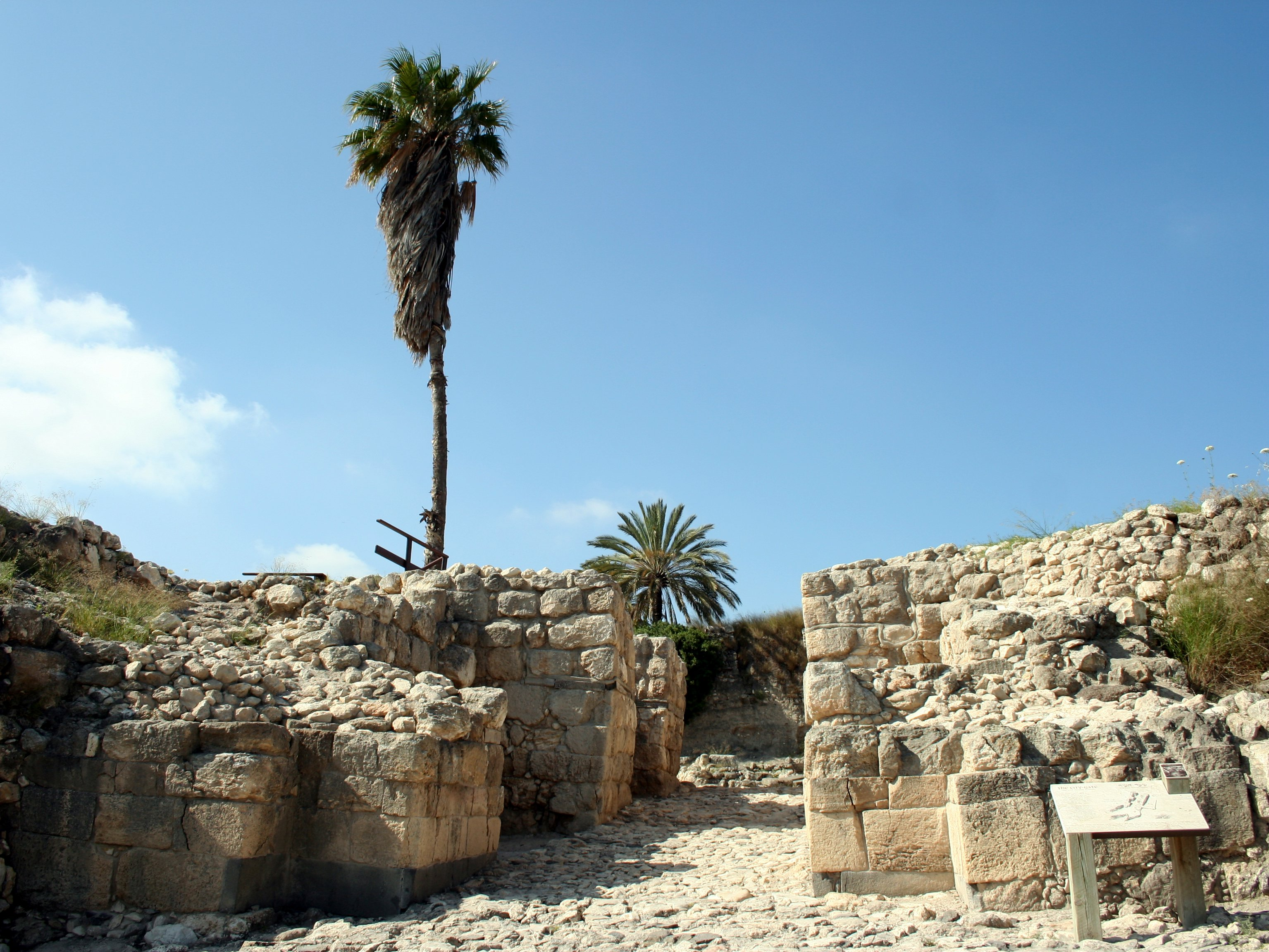
Stadspoort

Megiddo (Hebreeuws: מגידו) was in de Kanaänitische oudheid een stad, die van ± 7000 v.Chr. tot ± 5e eeuw v.Chr. werd bewoond. Megiddo was een strategische locatie bij een pas door het Karmelgebergte, die uitzicht geeft op de Jezreëlvallei vanuit het westen.
Tegenwoordig is Megiddo een tell (heuvel of hoogte), ook bekend als Tell al-Mutesellim (Arabisch) of Tel Megiddo (Hebreeuws), die bestaat uit 26 bouwlagen met de ruïnes van oude steden. Deze tell werd in 2005 door UNESCO tot werelderfgoed verklaard.

## Geschiedenis

### Oudheid
Sinds mensenheugenis is Megiddo een belangrijke plaats geweest en is dat ook gebleven door de millennia heen. Het had de controle over de westelijke tak van een smalle pas en een oude handelsroute tussen Egypte en Assyrië.
Vanwege haar strategische positie aan de doorgangsweg van Egypte naar Babylonië zijn in de buurt van de stad vaak veldslagen gevoerd.
Megiddo wordt reeds in oude Egyptische geschriften vermeld vanwege de Slag bij Megiddo (15e eeuw v.Chr.) die de machtige Egyptische koning Thoetmosis III won in 1478 v.Chr. van een Kanaänitische coalitie. Deze veldslag wordt in detail beschreven in hiërogliefen op de muren van de Tempel van Karnak in Boven-Egypte.
In 918 v.Chr. is farao Sjosjenq I (waarschijnlijk Sisak in de Hebreeuwse Bijbel) met een strafexpeditie door het Oude Israël getrokken, omdat Egypte economische en andere nadelen ondervond van de instabiliteit na de splitsing in het Koninkrijk Juda en het Koninkrijk Israël. Hij plunderde toen Megiddo en richtte er verwoestingen aan. Ook Sjosjenqs zegetocht staat op de tempel in Karnak afgebeeld.
In 609 v.Chr. vond de Slag bij Megiddo (609 v.Chr.) plaats, waarin koning Josia tegen farao Necho II van Egypte vocht.
De 'stallen' van Megiddo
De zogenaamde "Salomo's stallen" werden zeker later, vermoedelijk door Achab gebouwd. Waarschijnlijk waren het eerder magazijnen met garnizoensvoorraden, zoals ook uit opgravingen in Tell es-Seba is gebleken. Ook het vernuftige watertoevoersysteem met diepe grote schacht en trappen in Megiddo, zoals dat ook in Hazor voorkomt, zou onder Achabs regering en door zijn bekwame ingenieurs zijn gebouwd.
De datering blijft echter omstreden. In 2011 werd een begin gemaakt met een speciale opgraving die de chronologische problemen voorgoed zou moeten oplossen.
De Romeinse legerplaats die hier werd opgegraven, was van het Legio VI Ferrata, het "IJzeren legioen". Dat kon worden vastgesteld aan de hand van de stempels op de dakpannen.

### Moderne tijd
Tijdens de Eerste Wereldoorlog behaalde de Britse generaal Edmund Allenby er een overwinning op de Ottomanen (Slag bij Megiddo in september 1918). Net als de Egyptenaren 34 eeuwen voor hem forceerde hij een doorbraak langs de gevaarlijke centrale route, in de (correct gebleken) veronderstelling dat ze nauwelijks verdedigd zou zijn net omdát geen aanval te verwachten viel langs een kloof die zo geschikt was voor een hinderlaag. Allenby gaf achteraf aan dat hij bekend was met het verslag van Thoetmosis (in de vertaling van James Breasted) en besloten had om de geschiedenis over te doen.
Tegenwoordig bevindt Megiddo zich op een belangrijk knooppunt van de hoofdweg die het midden van Israël met de laagvlakte van Galilea en het noorden verbindt.

## Armageddon
In Openbaring 16:16 wordt de stad mogelijk vernoemd als Armageddon. Sommigen zien daarin hoezeer de vallei spreekwoordelijk was geworden voor beslissende veldslagen. Vooral eindtijdbewegingen vatten deze woorden op als toekomstvoorspelling voor de Eindtijd.

## Voetnoten
1. ↑  https://historianet.nl/beschavingen/romeinse-rijk/hoofdkwartier-ijzeren-legioen-ontdekt-in-armageddon
2. ↑  Eric H. Cline, The Battles of Armageddon. Megiddo and the Jezreel Valley from the Bronze Age to the Nuclear Age, 2000, ISBN 978-0472067398, blz. 28

- Bibliothèque nationale de France: cb12249793j (data)
- Library of Congress Control Number: sh87002195
- Nationale Bibliotheek van Tsjechië: ge1119085
- Nationale Bibliotheek van Israël: 987007529845305171
- Système universitaire de documentation: 031244815
- Virtual International Authority File: 801162422734832460002

Bijbelse nederzettingen Beër Sjeva, Hazor en  Megiddo · Heilige plaatsen van het bahá'í-geloof in Haifa en West-Galilea · Massada · Oude stad Acre (Akko) · Oude ommuurde centrum van Jeruzalem en zijn buitenwijken · Wierookroute - Woestijnsteden in de Negev · Witte stad van Tel Aviv · Grotten van Maresha en Bet Guvrin in het Judese laagland as een microkosmos van het Land van de Grotten · Necropolis van Beth She’arim, een monument van Joodse heropleving